# Šen Ťün
Šen Ťün (čínsky pchin-jinem Shěn Jūn, znaky 沈君; * 9. května 1977 Tchien-ťin) je bývalá čínská zápasnice – judistka.

## Sportovní kariéra
S judem začínala v 15 letech v Tchien-ťinu. Připravovala se pod vedením trenérky Wu Wej-feng. V čínské ženské reprezentaci se pohybovala od roku 1998 v lehké váze do 57 kg. V roce 2000 uspěla v čínské olympijské nominaci na olympijské hry v Sydney. V semifinále nestačila na favorizovanou Kubánku Driulis Gonzálezovou a v boji o třetí místo podlehla Japonce Kie Kusakabeová na ippon technikou aši-guruma. Obsadila 5. místo. V roce 2004 dostala v nominaci na olympijské hry v Athénách přednost Liou Jü-siang. Vrcholovou sportovní kariéru ukončila v roce 2006. Věnuje se trenérské práci.

## Výsledky
| Turnaj            | 1998       | 1999       | 2000       | 2001       | 2002       |
| Turnaj            | 21         | 22         | 23         | 24         | 25         |
| Turnaj            | lehká váha | lehká váha | lehká váha | lehká váha | lehká váha |
| ----------------- | ---------- | ---------- | ---------- | ---------- | ---------- |
| Olympijské hry    |            |            | 5.         |            |            |
| Mistrovství světa |            | —          |            | —          |            |
| Asijské hry       | 2.         |            |            |            | 5.         |
| Mistrovství Asie  |            | —          | 3.         | —          |            |